# Andrés Giordano
Andrés Sergio Giordano Salazar (Buenos Aires, 29 de diciembre de 1986) es un músico, barista, dirigente sindical y político chileno-argentino, conocido por fundar el primer sindicato de Starbucks en el mundo y dirigirlo por más de 10 años. Desde marzo de 2022 ejerce como diputado de la República en representación del distrito n° 9 de la Región Metropolitana de Santiago, por el período legislativo 2022-2026.

## Biografía
Andrés Giordano nació en Buenos Aires, de padre argentino y madre chilena, quienes se encontraron en Europa tras el exilio político de las dictaduras de sus respectivos países. Cuando Andrés tenía 3 años se trasladaron a vivir a Chile, a la comuna de Estación Central.
Estudió desde kinder a sexto básico en el colegio Villa España de Estación Central. En 1999 ingresó al Instituto Nacional, del cual egresó en el año 2004. Posteriormente entró a estudiar la carrera de Arte con mención en Fotografía en la Universidad de Chile.
Es baterista en la banda de rock "Motor Inmóvil", con ella grabaron en 2012 un EP titulado Revancha y en 2013, un álbum titulado Canal Ceniza.

### Activismo
En 2007, mientras estudiaba en la universidad, comenzó a trabajar en Starbucks. Dos años después, junto a otras y otros compañeros, organizó el primer Sindicato de Starbucks del mundo, convirtiéndose en el presidente de su directorio. Durante su gestión, la empresa fue condenada cinco veces por prácticas antisindicales en Chile. 
Giordano, como presidente del Sindicato, ha representado a más de 750 trabajadores y trabajadoras de Starbucks, quienes en noviembre del 2020 fueron indemnizadas por la tienda de café, tras la demanda realizada en contra de la multinacional por aplicar, a inicios de la pandemia, la Ley de Protección del Empleo. Fue por esta iniciativa que Giordano interpeló en la calle a Ignacio Briones en enero del 2021, cuando aún era ministro de Hacienda.
Hoy también participa en el Movimiento No+AFP, donde fue dirigente del Frente Trabajadores y Trabajadoras de la Coordinadora, y fue vocero de Primera Línea Sindical, que reúne a más de 35 sindicatos a lo largo del país.

### Carrera política
En mayo de 2021, fue candidato en las elecciones de convencionales constituyentes en el distrito 8 por el movimiento Izquierda Libertaria, en un cupo de la FRVS en la lista Apruebo Dignidad, en la cual obtuvo un 0,7% de los votos, no siendo electo.
El mismo año participó como candidato independiente en las elecciones parlamentarias, esta vez por el distrito 9, en un cupo de RD. Fue electo diputado junto a sus compañeros de lista Karol Cariola, Maite Orsini y Boris Barrera. Asumió el cargo el 11 de marzo del 2022. Integra las comisiones permanentes de Trabajo y Seguridad Social; y de Deportes y Recreación. Tras pertenecer a la bancada de diputados del partido, Giordano se afilió a Revolución Democrática en febrero del 2024.

## Historial electoral

### Elecciones de convencionales constituyentes de 2021
- Elecciones de convencionales constituyentes de 2021, para convencional constituyente por el Distrito 8 (Maipú, Pudahuel, Cerrillos, Estación Central, Quilicura, Colina, Lampa y Tiltil)[13]

### Elecciones parlamentarias de 2021
- Elecciones parlamentarias de 2021, candidato a diputado por el distrito 9 (Cerro Navia, Conchalí, Huechuraba, Independencia, Lo Prado, Quinta Normal, Recoleta y Renca)[14]